# Рийак-Ксентри
Рийа́к-Ксентри́ (фр. Rilhac-Xaintrie, окс. Rilhac e Santria) — коммуна во Франции, находится в регионе Лимузен. Департамент — Коррез. Входит в состав кантона Сен-Прива. Округ коммуны — Тюль.
Код INSEE коммуны — 19173.
Коммуна расположена приблизительно в 410 км к югу от Парижа, в 110 км юго-восточнее Лиможа, в 36 км к востоку от Тюля.

## Население
Население коммуны на 2008 год составляло 324 человека.
| 1962 | 1968 | 1975 | 1982 | 1990 | 1999 | 2006 | 2008 |
| ---- | ---- | ---- | ---- | ---- | ---- | ---- | ---- |
| 493  | 537  | 509  | 439  | 383  | 330  | 317  | 324  |

## Администрация
| Период | Период | Фамилия          | Партия | Примечания  |
| ------ | ------ | ---------------- | ------ | ----------- |
| 2001   | 2008   | Мишель Дабертран |        | фермер      |
| 2008   |        | Лоран Дюма       |        | госслужащий |

## Экономика

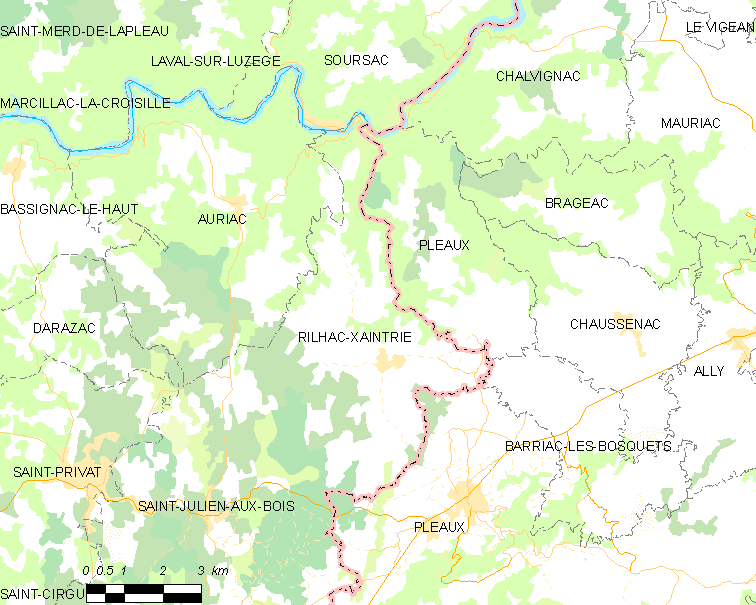
Карта коммуны

В 2007 году среди 185 человек в трудоспособном возрасте (15-64 лет) 121 были экономически активными, 64 — неактивными (показатель активности — 65,4 %, в 1999 году было 68,3 %). Из 121 активных работали 113 человек (67 мужчин и 46 женщин), безработных было 8 (2 мужчин и 6 женщин). Среди 64 неактивных 9 человек были учениками или студентами, 27 — пенсионерами, 28 были неактивными по другим причинам.

## Достопримечательности
- Замок (XV—XVI века). Памятник истории с 1988 года[3]